# Шорт Хилс (Њу Џерзи)
Шорт Хилс (енгл. Short Hills) насељено је место без административног статуса у америчкој савезној држави Њу Џерзи.

## Демографија
По попису из 2010. године број становника је 13.165.
| Група             | 2000.    | 2010.          |
| Белци             | 0 (0,0%) | 10.449 (79,4%) |
| Афроамериканци    | 0 (0,0%) | 127 (1,0%)     |
| Азијати           | 0 (0,0%) | 2.038 (15,5%)  |
| Хиспаноамериканци | 0 (0,0%) | 316 (2,4%)     |
| Укупно            | 0        | 13.165         |